# Dave Benton
Dave Benton (n. 31 ianuarie 1951, Oranjestad, Aruba) este un cântăreț din Aruba. El împreună cu Tanel Padar și Soul Militia au câștigat, reprezentând Estonia, Concursul muzical Eurovision 2001 cu piesa muzicală Everybody. Dave Benton este singurul interpret de culoare care a câștigat Eurovisionul.